# 서산 읍내리 귀부석
서산 읍내리 귀부석(瑞山 邑內里 龜趺石)은 대한민국 충청남도 서산시 읍내동, 서산시청 내에 자리하고 있는 비의 받침부분이다. 1984년 5월 17일 충청남도의 문화재자료 제204호로 지정되었다.

## 개요
이 지역의 옛 관아건물 정면의 양 옆에 자리하고 있는 비의 받침부분으로, 2기 모두 비몸과 머릿돌은 남아 있지 않다.
대부분의 비받침이 거북의 형상인 것에 비해 이 받침돌은 머리모양이 해태의 모습에 가깝다. 머리는 하늘을 향하고 있고 눈은 부릅뜨고 있으며 입에는 보주를 물고 힘있게 치켜든 형상을 하고 있다. 등에는 U자형을 3겹으로 조각하였다. 반대편에 있는 비받침의 거북머리는 움츠린 형태를 하고 있는데, 형식화된 느낌이다. 몸을 비교적 납작하게 만들었고 등에는 육각형 무늬를 뚜렷하게 조각하였다.
원래 시청 앞 분수대 주변에 있던 것을 1982년 현재 자리로 옮겨놓은 것이다.

## 참고 자료
- 읍내리귀부석 - 국가유산청 국가유산포털